# Mihaszna kalózok
A Mihaszna kalózok (eredeti cím: The Pirates Who Don't Do Anything: A VeggieTales Movie) 2008-ben bemutatott amerikai 3D-s számítógépes animációs film, amelynek rendezői és forgatókönyvírói Mike Nawrocki, a zenéjét Kurt Heinecke és Phil Vischer szerezte, a producere David Pitts, Phil Vischer, Mike Nawrocki és Paula Marcus. A Big Idea Productions és a Starz Animation készítette. Műfaját tekintve filmvígjáték és vallásos.
Amerikában 2008. január 11-én mutatták be a Universal Pictures forgalmazásával.

## Szereplők
- Phil Vischer - George (Pa Grape / Sedgewick (Lunt úr) / Willory (Archibald Spárga) / Sir Frederick (Jimmy Gourd) / Mr. Hibbing (Mr. Nezzer) / Kalóz Jolly Joe -nál (Phillipe the Francia borsó) / Bob, a paradicsom / További hangok
- Mike Nawrocki - Elliot (Larry, az uborka) / Kalóz Jolly Joe -nál (Jean -Claude, a francia borsó) / Rock Monster Apa / További Hangok
- Cam Clarke - Szörnyű Robert / A király
- Yuri Lowenthal - Sándor herceg
- Laura Gerow - Eloise hercegnő
- Alan Lee - Vakember / félszemű Louie
- Tim Hodge - Jolly Joe (Charlie Pincher) / King's Ship Officer
- Megan Murphy - Jolly Joe felesége (Madame Blueberry)
- Cydney Trent - Bernadette (Petunia Rhubarb)
- Keri Pisapia - Ellen
- Sondra Morton Chaffin - Caroline
- Drake Lyle - George Jr. / Rock Monster Boy
- Ally Nawrocki - Lucy / Rock Monster Girl
- Jim Poole - Kalóz Jolly Joe -nál (Scooter Carrot)
- Joe Spadford - Jacob Lewis / További hangok
- Brian Roberts - További hangok
- Andy Youssi - További hangok
- John Wahba - További hangok
- Patrick Kramer - Colin